# Operación Judas

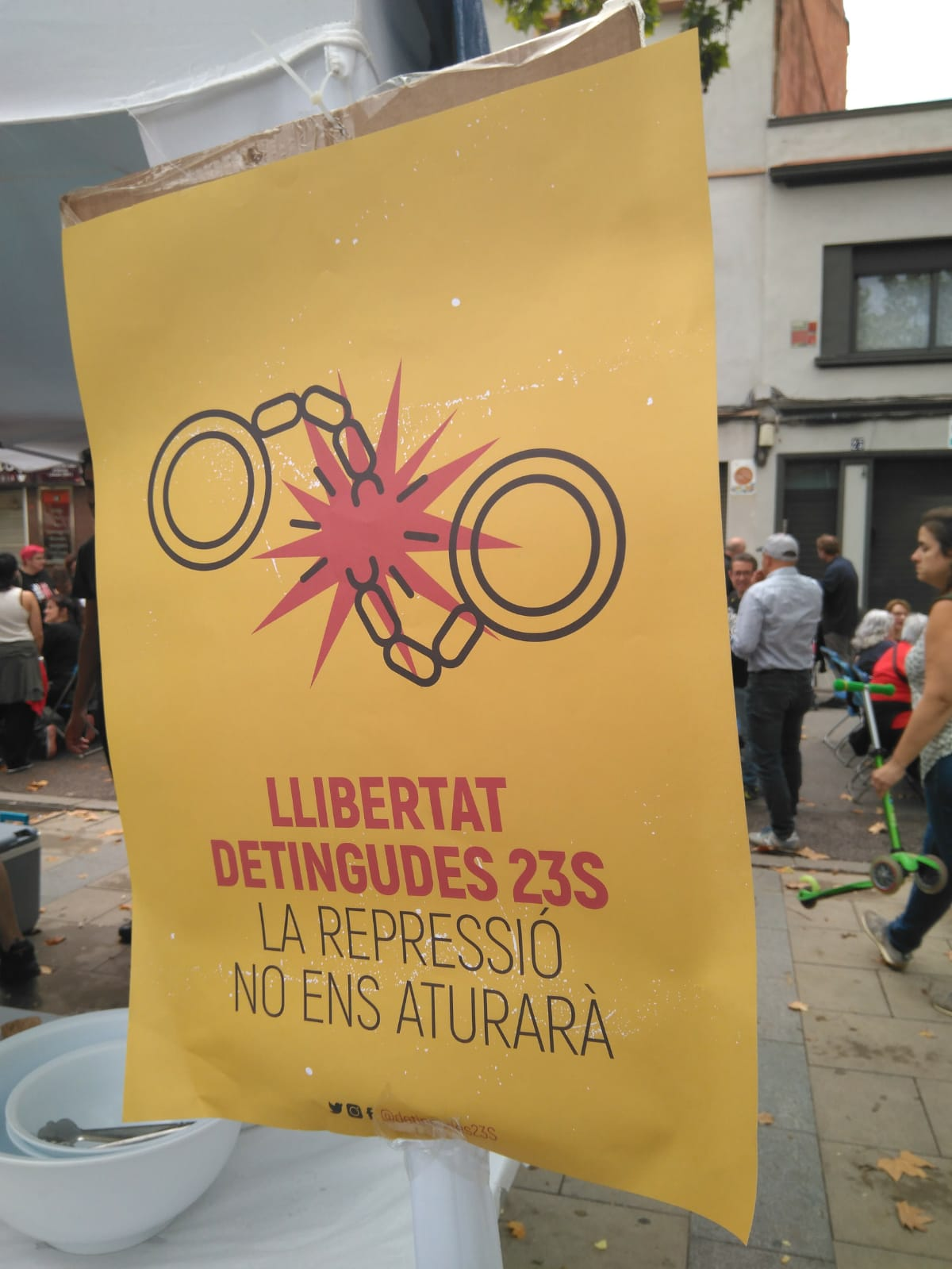
Imagen tomada por un aficionado

Operación Judas es el nombre dado a una operación llevada a cabo por la Guardia Civil como policía judicial a las órdenes del Juzgado Central de instrucción número 6 de la Audiencia Nacional. En septiembre de 2019 fueron detenidos varios sospechosos vinculados por el magistrado instructor a los autodenominados «Equipos de Respuesta Táctica» (ERT), una pretendida organización a la que se le atribuye la intención de tratar de conseguir la independencia de Cataluña por vías violentas.

## Investigación

### Antecedentes
Las primeras pesquisas se habrían iniciado más de un año antes de las detenciones. Dos de los investigados pertenecían al grupo independentista catalán "Los 9 de Lledoners" y se encontraban ya inmersos en un proceso judicial por delitos de robo, lesiones, atentado a la autoridad y desórdenes. Otro de ellos había sido candidato a la alcaldía de la localidad de Folgarolas en las elecciones municipales de 2011, por Esquerra Republicana de Catalunya.

### Detenciones
La operación se inició alrededor de las 05ː00 horas del lunes, día 23 de septiembre de 2019. 500 agentes de la Guardia Civil se desplegaron simultáneamente en Barcelona y varias localidades próximas. Se practicaron detenciones en Mollet del Vallès, Sabadell,  Sardañola del Vallés, Santa Perpetua de Moguda y San Pedro de Torelló. Además se registraron una decena de domicilios y locales. En total fueron detenidas 9 personas.
Durante los registros, la Guardia Civil halló en poder de uno de los detenidos planos de edificios públicos, uno de los cuales podría corresponder al cuartel de la Guardia Civil de Canovellas. Se encontraron además instrucciones para la fabricación de Goma-2, y sustancias sospechosas de poder ser utilizadas para elaborar explosivos caseros como la termita. Inicialmente, los investigados defendieron que se trataba de material para la preparación de fuegos artificiales.
El juez Manuel García-Castellón, director de la operación, imputó provisionalmente a los implicados delitos de terrorismo, rebelión y tenencia de explosivos. Dos de las personas detenidas fueron puestas en libertad con cargos tras declarar. La Fiscalía de la Audiencia Nacional calificó a los sospechosos como "grupo terrorista" con "objetivos seleccionados", y afirmó que la operación se había desarrollado "ante la certeza de las acciones que iban a perpetrar" entre el aniversario del Referéndum de independencia de Cataluña de 2017 y la sentencia del juicio a los líderes del proceso independentista catalán.
Dos de los arrestados confesaron posteriormente haber comprado y manipulado sustancias explosivas para llevar a cabo sabotajes, así como haber realizado pruebas con ellas en una cantera. Los 7 detenidos fueron trasladados a la prisión de Soto del Real tras decretar el juez prisión provisional sin fianza para ellos.
La operación y la causa judicial continúan abiertas y bajo secreto de sumario.

## Libertad bajo fianza
Los abogados de los acusados denunciaron desde el primer momento varias irregularidades en el proceso, ya que algunos de los registros se habían hecho sin el abogado defensor presente, algunos de los acusados habían sido privados de sueño durante más de 24 horas, se les había interrogado ininterrumpidamente durante más de 6 horas y sometidos a coacciones y amenazas. Los abogados también criticaron que parte del sumario, a pesar de ser secreto se había filtrado a la prensa, incluso algunos vídeos de la declaración ante el juez de alguno de los acusados, provocando así indefensión de sus clientes.
Según estas filtraciones, parte del plan de los acusados era un cierre indefinido al Parlamento de Cataluña con la connivencia del Presidente Quim Torra.
A partir del 20 de diciembre se fueron decretando libertad con fianzas de entre 5.000 y 10.000 euros por los acusados, ya que según la propia investigación cuestionaba que las sustancias encontradas pudieran considerarse explosivos. Finalmente, los dos últimos detenidos fueron liberados con cargos bajo fianza el día 10 de enero de 2020.